# ІКТ-грамотність
ІКТ грамотність (цифрова грамотність, технологічна грамотність) — здатність працювати індивідуально або колективно, використовуючи ресурси, інструменти, процеси і системи, які відповідають за оцінювання інформації, отриманої через медіа-ресурси, і використовувати таку інформацію для вирішення проблем, здобуття знань.
ІКТ-грамотність — це використання цифрових технологій, інструментів комунікації або мереж для діставання доступу до інформації, управління нею, її інтеграції, оцінки і створення для функціонування в сучасному суспільстві.
Введене поняття ІКТ–грамотності визначає, якими ж навичками і уміннями повинна володіти людина, аби її можна було назвати грамотною в даному сенсі.